# 納蘭希托 (吉祥物)

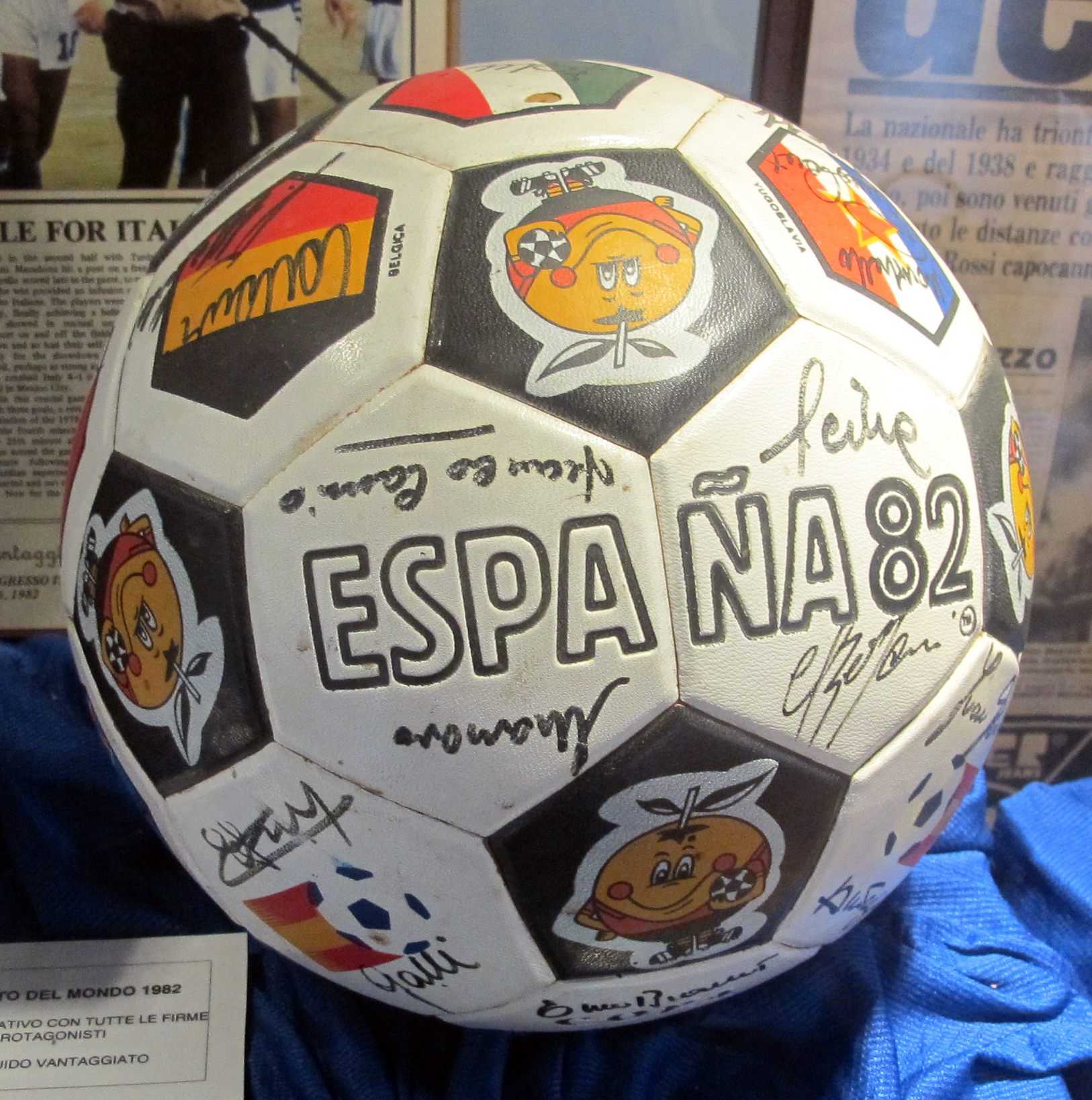
印有1982年吉祥物Naranjito圖案的足球

納蘭希托（西班牙語：Naranjito），或稱作小橙，是1982年西班牙世界盃足球賽的吉祥物，是一個擬人化的橙，穿著西班牙國家足球隊的制服；為世界盃首次採用非人類或動物作為吉祥物。名字的來源是naranja，即西班牙語橙之意，再加暱稱字尾"ito"。橙是西班牙的代表性水果。
1981年，西班牙製作了一部以吉祥物納蘭希托為主角的電視動畫系列《足球行動》。

## 外部連結
- 第5个吉祥物“纳兰吉托”：1982西班牙世界杯 （页面存档备份，存于）